# KeBlack
KeBlack, pseudonimo di Cédric Matéta Nkomi (Creil, 30 gennaio 1992), è un rapper e cantante francese di origine congolese.

## Biografia
Nel 2014 KeBlack pubblica Tout va bien, una cover al pianoforte di una canzone di John Legend, che attira l'attenzione del pubblico per l'abilità dell'artista nell'alternare parti cantate e rappate senza difficoltà. Grazie a questo singolo, viene notato dal rapper Youssoupha, che lo mette sotto contratto con la sua etichetta Bomayé Musik. KeBlack acquista notorietà, tanto che agli Europei di calcio 2016 i calciatori francesi Paul Pogba e Patrice Évra vengono filmati durante l'ascolto della sua canzone J'ai déconné.
Il 27 gennaio 2017 pubblica il suo primo album in studio, Premier étage, promosso dal singolo Bazardée. L'album è composto 18 brani e presenta ospiti come Dadju, Mister You, Black M e Niska. L'uscita del disco è accompagnata da un tour con date in tutta la Francia. Il secondo album, Appartement 105, arriva l'11 maggio 2018. Contiene ben 29 tracce, e collaborazioni con artisti come Naza, Youssoupha, Bamby e Sofiane. Dopo il successo dei primi due dischi, il rapper prende una pausa dalla musica, che durerà 3 anni, anche a causa della pandemia di COVID-19.
KeBlack ritorna sulla scena il 12 novembre 2021, con il suo terzo album, dal titolo Contrôle. Al suo interno sono presenti collaborazioni con Dadju, Naza, Amely, Leto, Hatik e Ninho. Nel 2023 pubblica il singolo introspettivo Laisse-moi, che riscontra un buon successo e ottiene il disco di diamante.

## Discografia

### Album in studio
- 2017 – Premier étage
- 2018 – Appartement 105
- 2021 – Contrôle
- 2024 – Focus

### Singoli
- 2015 – J'ai deconné
- 2015 – On est pareil
- 2015 – Tout va bien
- 2016 – T'es à moi (solo o con Jennifer Dias)
- 2017 – Premier étage
- 2017 – Bazardée
- 2017 – Buzz signature
- 2017 – Tantine
- 2017 – Rattraper le temps
- 2017 – Vendeur de rêves
- 2018 – Complètemment sonné
- 2018 – Salamek
- 2018 – À ta santé
- 2018 – Menteuse
- 2018 – Sans nouvelles
- 2019 – Ne m'en veux pas
- 2019 – Tchop
- 2019 – Beau parleur
- 2020 – De quoi tu parles
- 2020 – Je fais ma vie (feat. Ninho)
- 2021 – Encore envie de toi
- 2021 – Ma Play (con Naza e Naps)
- 2021 – Billets mauves
- 2021 – Shake It
- 2021 – Problèmes
- 2022 – Bobby Shmurda (con Bolémvn)
- 2022 – Gamo (feat. Kaza)
- 2022 – Ma Lady
- 2022 – Elengi (feat. Chily)
- 2023 – Sale
- 2023 – Dolce & Gabbana
- 2023 – 1,2,3 soleil (con Naza)
- 2023 – Laisse moi
- 2024 – Aucune attache
- 2024 – Boucan (feat. Franglish)
- 2024 – Bababa
- 2025 – Mood
- 2025 – Melrose place (feat. Guy2Bezbar)
- 2025 – Touché (con Gims)